# 石井一家
石井一家（いしいいっか）は、大分市泉町に本部を置く暴力団で、指定暴力団山口組の二次団体。 旧『石井組』（いしいぐみ）。

## 歴史
前身は『石井組』。

### 初代石井組
1953年12月、石井一郎が大分県別府市で石井組を結成。

### 二代目石井組
- 1970年11月6日、秋山潔が恐喝罪などの罪で3年間服役していた千葉刑務所を出所。約120人の関係者が刑務所前で出所する秋山を出迎える姿は新聞でも報道された[1]。
- 1973年8月、秋山潔が二代目石井組組長を襲名した。
- 1975年、稲葉実が別府市で稲葉組を、高橋辰馬が大分県天瀬町で高橋組を、宮脇與一が別府市で宮脇組を結成し、石井組は4派に分裂した。同年7月20日昼、別府海門寺公園で、石井組幹部と稲葉組幹部が、競輪のノミ行為の利権をめぐって、喧嘩となった。同年9月7日、石井組若頭・橋本勲が稲葉組幹部らによって射殺された。
- 1978年11月、秋山潔は、稲葉実を石井組絶縁処分とした。
- 1979年6月、稲葉実は三代目山口組直若となって石井組から独立し、稲葉一家を結成した。
- 1980年、川近組・川近幸男組長と宮脇組・宮脇與一組長は三代目山口組直若となって石井組から独立した。
- 1987年6月22日昼、別府市緑ヶ丘町路上で、二代目石井組系江口組組員が、宮脇組系首竜会会長を拳銃で射殺した。

### 三代目石井一家
1992年4月、五代目山口組・渡辺芳則組長は、三代目石井一家・江口亨総長に盃を与え、山口組直参とした。

### 四代目石井一家
2009年9月、江口亨三代目の引退により生野靖道が跡目を継承。六代目山口組直参として、本家より跡目継承を承認される。

## 歴代総長
- 初代（19**年～1973年） - 石井一郎（本名：山川一郎。三代目山口組若中）
- 2代目（1973年～1992年） - 秋山潔（五代目山口組舎弟）
- 3代目（1992年～2009年） - 江口亨（六代目山口組若中、江口組初代組長、元相宅組若頭）
- 4代目（2009年～） - 生野靖道（本名：生野靖一、六代目山口組若頭補佐  九州ブロック長[3]、三代目川近組組長）

## 最高幹部
- 総長 - 生野靖道（本名：生野 靖一）1965年〈昭和40年〉1月16日生[3]（60歳）六代目山口組若頭補佐 九州ブロック長[3]

## 主な出身者
- 二代目 副組長・稲葉実（稲葉組組長） - 後に稲葉一家総長、五代目山口組若中。
- 二代目 副組長・宮脇與一（宮脇組組長） - 後に三代目山口組若中、一和会専務理事。
- 二代目 副組長・川近幸男（川近組組長） - 後に川近組会長、三代目山口組若中
- 初代 舎弟・夜桜銀次